# Monika Frisse
Monika Frisse (* 11. März 1965 in Hamburg) ist eine ehemalige deutsche Basketballspielerin.

## Laufbahn
Frisse spielte in der Saison 1981/82 für den Hamburger TB in der Bundesliga. Im März 1982 wurde sie in die B-Jugend-Auswahl des Deutschen Basketball-Bundes berufen und nahm im August 1982 in Finnland an der Europameisterschaft der Kadettinnen teil. Frisse wurde während der EM in sechs Spielen zum Einsatz gebracht und erzielte durchschnittlich 3,7 Punkte je Begegnung. In ihrer Ausbildung zur Übersetzerin ging sie 1982 nach Frankreich.
Im Spieljahr 1983/84 stand Frisse in Diensten des Regionalligisten SC Rist Wedel, mit dem der sportliche Aufstieg in die 2. Bundesliga gelang, auf den allerdings verzichtet wurde. Im Sommer 1984 spielte sie erneut für die Bundesrepublik Deutschland. Bei der EM der Juniorinnen in Spanien kam sie zu drei Einsätzen (1 Punkt/Spiel).